# 高迎欣
高迎欣（1962年7月4日—），男，汉族，籍贯河南省，中华人民共和国金融人物，现任中国民生银行董事长，第十三届全国政协委员。

## 简历
1986年毕业于华东理工大学，获颁工学硕士学位。
2004年7月，任中银国际控股有限公司总裁兼首席运营官；
2005年2月，任中银香港（控股）有限公司、中国银行（香港）有限公司副总裁、执行董事；
2015年2月，任中国银行副行长；
2018年1月，任中国银行（香港）有限公司副董事长、总裁。
2020年5月，任中国民生银行党委书记，7月任董事长。